# Annamarie Thomas
Annamarie Thomas (ur. 15 września 1971 w Emmeloord) – holenderska łyżwiarka szybka, trzykrotna medalistka mistrzostw świata.

## Kariera
Pierwszy sukces w karierze Annamarie Thomas osiągnęła w 1995 roku, kiedy zdobyła brązowy medal podczas wielobojowych mistrzostw świata w Savalan. W zawodach tych wyprzedziły ją jedynie Niemka Gunda Niemann oraz Ludmiła Prokaszowa z Kazachstanu. W tym samym roku zajęła też drugie miejsce za Niemann na mistrzostwach Europy w Heerenveen. Kolejne trzy medale zdobyła w 1996 roku, rozpoczynając od wywalczenia srebra podczas mistrzostw Europy w Heerenveen. Dwa miesiące później zwyciężyła w biegach na 1000 i 1500 m podczas dystansowych mistrzostw świata w Hamar. Była to pierwsza edycja tej imprezy, została więc pierwszą w historii oficjalną mistrzynią świata na tych dystansach. W tym samym roku była ponadto czwarta na wielobojowych mistrzostwach świata w Inzell, przegrywając walkę o podium z Mie Ueharą z Japonii. Ostatni medal zdobyła na rozgrywanych w 1999 roku mistrzostwach Europy w Heerenveen, gdzie zajęła trzecie miejsce za rodaczką Tonny de Jong i Niemką Claudią Pechstein. W 1999 roku była też czwarta na wielobojowych mistrzostwach świata w Hamar, przegrywając walkę o medal z de Jong. Wielokrotnie stawała na podium zawodów Pucharu Świata, odnosząc przy tym jedno zwycięstwo: 1 marca 1996 roku w Calgary była najlepsza w biegu na 1500 m. Najlepsze wyniki osiągała w sezonach 1994/1995 i 1995/1996, kiedy zajmowała trzecie miejsce w klasyfikacji końcowej 1500 m. W 1994 roku brała udział w igrzyskach olimpijskich w Lillehammer, gdzie była między innymi piąta w biegach na 1500 i 3000 m. Na rozgrywanych cztery lata później igrzyskach w Nagano zajęła piąte miejsce na 1000 m i szóste na 1500 m. Brała również udział w igrzyskach olimpijskich w Salt Lake City, gdzie jej najlepszym wynikiem była jedenasta pozycja na dystansie 1500 m. W 2006 roku zakończyła karierę.
Ustanowiła trzy rekordy świata.